# Zentralblatt für Arbeitsmedizin, Arbeitsschutz und Ergonomie
Das Zentralblatt für Arbeitsmedizin, Arbeitsschutz und Ergonomie ist die älteste erscheinende Fachzeitschrift für Arbeitsmedizin.
Sie erscheint kontinuierlich seit 1950 und wird vom Dr. Curt Haefner-Verlag herausgegeben.
Das Zentralblatt ist als wissenschaftliches Forum anerkannt und bietet einen überbetrieblichen und institutionellen Erfahrungsaustausch, der Praxis und Wissenschaft verbindet. Zielgruppen sind Arbeitsmediziner in Forschung und Praxis, Betriebs- und Werksärzte.
Die Hauptschriftleitung unterliegt David Groneberg, Direktor des Instituts für Arbeitsmedizin, Sozialmedizin und Umweltmedizin der Goethe-Universität Frankfurt für den Bereich der Medizin und Matthias Jäger vom Leibniz-Institut für Arbeitsforschung an der TU Dortmund (IfADo) für die Bereiche Ergonomie und Arbeitsschutz.